# Wolfgang Gladrow
Wolfgang Gladrow (* 30. Mai 1943 in Greifswald; † 5. Februar 2022) war ein deutscher Slawist und Hochschullehrer.

## Leben
Nach dem Abitur 1961 in Grimmen studierte er von 1961 bis 1965 Slawistik (Russisch und Polnisch) und Germanistik an der Universität Greifswald bei Ferdinand Liewehr und Kurt Gabka (Staatsexamen in Russisch und Deutsch für das Lehramt an Oberschulen). Nach der Promotion 1972 bei Hans Holm Bielfeldt, Kurt Gabka und Erika Günther und der Habilitation 1982 bei Erika Günther, Rainer Eckert und Oskar Müller war er von 1993 bis 2008 Universitätsprofessor (C 4) für Ostslawische Sprachen am Institut für Slawistik der Humboldt-Universität.
Seine Forschungsschwerpunkte waren Syntax, deutsch-russischer Sprachvergleich und funktionale Grammatik.